# Le Géranium bleu
Le Géranium bleu (The Blue Geranium) est une nouvelle policière d'Agatha Christie mettant en scène Miss Marple.
Initialement publiée en décembre 1929 dans la revue The Christmas Story-Teller au Royaume-Uni, cette nouvelle a été reprise en recueil en 1932 dans The Thirteen Problems au Royaume-Uni. Elle a été publiée pour la première fois en France dans le recueil Le Club du Mardi continue en 1966.
Le titre résulte d'un récit fait lors d'une réunion du « Club du Mardi »«  » dont fait partie Miss Marple : une diseuse de bonne aventure a prévenu Mary Pritchard qu'elle devait absolument éviter « les fleurs bleues ». Quelque temps plus tard, Mary Pritchard est retrouvée morte au petit matin dans sa chambre : sur le papier peint, en haut du lit, un géranium qui était rouge la veille est mystérieusement « devenu bleu ».

## Personnages

### Membres du Club du Mardi
- Miss Marple
- Colonel Arthur Bantry
- Dolly Bantry : son épouse
- Sir Henry Clithering : ancien commissaire à Scotland Yard
- Jane Helier : une actrice
- Dr Lloyd

### Protagonistes du mystère
- George Pritchard
- Mary Pritchard : son épouse malade
- Zarida : une diseuse de bonne aventure
- L'infirmière Copling
- L'infirmière Carstairs
- L'infirmière Instow

## Résumé
L'histoire est racontée par Dolly et Arthur Bantry, qui se coupent mutuellement la parole.
- Mise en place de l'intrigue

George Pritchard est un homme marié avec Mary Pritchard, malade, acariâtre et mystique. Un jour, celle-ci fait appel à Zarida, une diseuse de bonne aventure, qui lui conseille d'éviter « les fleurs bleues ». Les infirmières se succèdent (Mme Copling, Mme Carstairs, Mme Instow) car elles n'arrivent pas à supporter le mauvais caractère de Mary, qui ne cesse de faire mine de s'évanouir et de se remettre de ses émotions en reniflant des sels anti évanouissement.
L'état psychologique de Mary Pritchard s'aggrave. Un jour, elle est retrouvée morte. Sur le papier peint, en haut du lit, un géranium qui était rouge est « devenu bleu » : la diseuse de bonne aventure avait eu raison, en fin de compte. Mary est inhumée sans autopsie. Mais les époux Bantry sont persuadés que Mary Pritchard a été assassinée.
- Révélations de Miss Marple

L'infirmière Copling s'est fait passer pour la prétendue médium Zarida. Un jour, elle a remplacé les sels de Mary Pritchard par du cyanure de potassium. Mary Pritchard est morte empoisonnée en inhalant le produit chimique. Pour détourner les soupçons, Mme Copling a répandu un produit chimique sur le dessin du papier peint, qui a transformé la couleur rouge d'un géranium en couleur bleue.

## Publications
Avant la publication dans un recueil, la nouvelle avait fait l'objet de publications dans des revues :
- en décembre 1929, au Royaume-Uni, dans le no 272 (vol. 46) de la revue The Christmas Story-Teller[1] ;
- en février 1930, aux États-Unis, dans le no 5 (vol. 31) de la revue Pictorical Review ;
- en mars 1959, aux États-Unis, dans le no 184 (no 3, vol. 33) de la revue Ellery Queen's Mystery Magazine[2].

La nouvelle a ensuite fait partie de nombreux recueils :
- en 1932, au Royaume-Uni, dans The Thirteen Problems[1] (avec 12 autres nouvelles) ;
- en 1933, aux États-Unis, dans The Tuesday Club Murders[1] (adaptation du recueil de 1932) ;
- en 1966, en France, dans Le Club du Mardi continue (avec 6 autres nouvelles) ;
- en 1991, en France, dans Miss Marple au Club du Mardi (fusion des deux recueils Miss Marple au Club du Mardi et Le Club du Mardi continue, reprenant les 13 nouvelles du recueil britannique de 1932).

## Adaptation
- 2010 : Le Géranium bleu (The Blue Geranium), téléfilm britannique de la série télévisée Miss Marple (19e épisode, 5.03) avec Julia McKenzie dans le rôle principal.

Pour tenir la durée de l'épisode (90 minutes), l'adaptation crée des événements qui n'existent pas dans la nouvelle (Susan Carstairs, enceinte, est retrouvée assassinée ; George Pritchard avait plusieurs maîtresses, dont Susan Carstairs ; George est arrêté, placé en détention et condamné à mort).